# Summit Lake, Kenora District
Summit Lake är en sjö i Kanada.   Den ligger i Kenora District och provinsen Ontario, i den sydöstra delen av landet, 1 300 km väster om huvudstaden Ottawa. Summit Lake ligger 390 meter över havet. Arean är 1,3 kvadratkilometer. Den ligger vid sjön Peak Lake. Den sträcker sig 2,7 kilometer i nord-sydlig riktning, och 1,0 kilometer i öst-västlig riktning.
I omgivningarna runt Summit Lake växer i huvudsak blandskog. Trakten runt Summit Lake är nära nog obefolkad, med mindre än två invånare per kvadratkilometer.